# Acmopolynema bimaculatum
Acmopolynema bimaculatum är en stekelart som beskrevs av Subba Rao 1989. Acmopolynema bimaculatum ingår i släktet Acmopolynema och familjen dvärgsteklar. Inga underarter finns listade i Catalogue of Life.